# قوائم الحاصلين على الميداليات البارالمبية
تتضمن هذه المقالة قوائم بجميع الفائزين بالميداليات في الألعاب البارالمبية منذ عام 1960، مرتبة حسب كل رياضة أو تخصص بارالمبي، وأيضًا حسب دورة الألعاب البارالمبية.
| جدول المحتويات               | جدول المحتويات                        |
| ---------------------------- | ------------------------------------- |
| حسب الرياضة                  | الصيفية (السابقة) • الشتوية (السابقة) |
| حسب الألعاب البارالمبية      | الصيفية • الشتوية                     |
| انظر أيضا مراجع وصلات خارجية |                                       |

## حسب الرياضة

### رياضات الألعاب البارالمبية الصيفية
| اللعبة | اللعبة                                                      | المنافسة       | عدد الميداليات      | عدد الميداليات             | الميداليات الممنوحة | الميداليات الممنوحة | الميداليات الممنوحة | الميداليات الممنوحة | الحائزون على أكبر عدد من الميداليات (ذهبية-فضية-برونزية)                                                                                 |
| اللعبة | اللعبة                                                      | المنافسة       | الألعاب البارالمبية | فعاليات الميداليات في 2016 | الذهبية             | الفضية              | البرونزية           | المجموع             | الحائزون على أكبر عدد من الميداليات (ذهبية-فضية-برونزية)                                                                                 |
| ------ | ----------------------------------------------------------- | -------------- | ------------------- | -------------------------- | ------------------- | ------------------- | ------------------- | ------------------- | --- |
|        | القوس والسهم ‏                                               | منذ 1960       | 15                  | 9                          | 152                 | 143                 | 133                 | 428                 | باولا فانتاتو (إيطاليا) (5–1–2) |
|        | ألعاب القوى                                                 | منذ 1960       | 15                  | 160                        | 2848                | 2791                | 2708                | 8348                | زيبورا روبن (إسرائيل) (13–5–5) · هاينز فري (سويسرا) (11-6–5)                                                                             |
|        | البوتشيا                                                    | منذ 1984       | 9                   | 7                          | 63                  | 63                  | 63                  | 189                 | أنطونيو سيد (إسبانيا) (3–2–1) · أنطونيو ماركيز (البرتغال) (2–3–1) · هنريك يورجنسن (الدنمارك) (1–3–2) · فرناندو فيريرا (البرتغال) (1–2–3) |
|        | ركوب الدراجات                                               | منذ 1984       | 9                   | 44                         | 248                 | 248                 | 247                 | 743                 | كريستوفر سكوت (أستراليا) (6–2–2) |
|        | الفروسية                                                    | 1984, منذ 1996 | 7                   | 11                         | 72                  | 72                  | 70                  | 214                 | لي بيرسون (بريطانيا العظمى) (9–0–0) |
|        | كرة القدم الخماسية للمكفوفين في الألعاب البارالمبية الصيفية | منذ 2004       | 4                   | 4                          | 4                   | 4                   | 4                   | 9                   | البرازيل (BRA) (3–0–0) |
|        | كرة الهدف                                                   | منذ 1976       | 12                  | 20                         | 20                  | 20                  | 20                  | 60                  | نيكلاس هولتكفيست (السويد) (0–1–2) |
|        | الجودو                                                      | منذ 1988       | 8                   | 13                         | 78                  | 78                  | 157                 | 313                 | ساتوشي فوجيموتو (اليابان) (3–1–0) · سيمون جاكسون (بريطانيا العظمى) (3–0– 1) · يو سونغ آن (كوريا الجنوبية) (2–0–2)                        |
|        | باراكانو                                                    | منذ 2016       | 1                   | 6                          | 6                   | 6                   | 6                   | 18                  | |
|        | باراترياثلون                                                | منذ 2016       | 1                   | 6                          | 6                   | 6                   | 6                   | 18                  | |
|        | رفع الأثقال                                                 | منذ 1984       | 9                   | 20                         | 136                 | 136                 | 131                 | 403                 | فاطمة عمر (مصر) (4–0–0) |
|        | التجديف                                                     | منذ 2008       | 3                   | 12                         | 12                  | 12                  | 12                  | 36                  | بام ريلف (بريطانيا العظمى) (2–0–0) |
|        | الرماية                                                     | منذ 1976       | 11                  | 11                         | 158                 | 152                 | 153                 | 463                 | جوناس جاكوبسون (السويد) (16–1–8) |
|        | السباحة                                                     | منذ 1960       | 15                  | 147                        | 2299                | 2204                | 2129                | 6632                | تريشا زورن (الولايات المتحدة) (32–9–5)                                                                                                   |
|        | تنس الطاولة                                                 | منذ 1960       | 15                  | 29                         | 396                 | 393                 | 476                 | 1265                | تشانغ شياو لينغ (الصين) (9–1–2) · يوخن وولمرت (ألمانيا) (5–1–2)                                                                          |
|        | الكرة الطائرة                                               | منذ 1976       | 11                  | 2                          | 14                  | 14                  | 14                  | 42                  | مانفريد كول (ألمانيا)/(FRG) (4–0–0) |
|        | كرة السلة على الكراسي المتحركة                              | منذ 1960       | 15                  | 2                          | 30                  | 30                  | 30                  | 90                  | تريسي فيرجسون (كندا) (3–0–1) · باتريك أندرسون (كندا) (3–1–0)                                                                             |
|        | المبارزة على الكراسي المتحركة                               | منذ 1960       | 15                  | 12                         | 181                 | 180                 | 171                 | 532                 | روبرتو مارسون (إيطاليا) (8–5–2) |
|        | الرجبي على الكراسي المتحركة                                 | 1996; منذ 2000 | 5                   | 5                          | 5                   | 5                   | 5                   | 15                  | ناظم اردم (أستراليا) (2–2–0) |
|        | التنس على الكراسي المتحركة                                  | 1988; منذ 1992 | 8                   | 48                         | 38                  | 38                  | 38                  | 114                 | إستر بيرجير (هولندا) (5–1–0) · ديفيد هول (أستراليا) (1–3–2)                                                                              |

### رياضات الألعاب البارالمبية الشتوية
| اللعبة | اللعبة                        | المنافسة | عدد الميداليات      | عدد الميداليات             | الميداليات الممنوحة | الميداليات الممنوحة | الميداليات الممنوحة | الميداليات الممنوحة | الحائزون على أكبر عدد من الميداليات (ذهبية-فضية-برونزية)                                                                                |
| اللعبة | اللعبة                        | المنافسة | الألعاب البارالمبية | فعاليات الميداليات في 2018 | الذهبية             | الفضية              | البرونزية           | المجموع             | الحائزون على أكبر عدد من الميداليات (ذهبية-فضية-برونزية)                                                                                |
| ------ | ----------------------------- | -------- | ------------------- | -------------------------- | ------------------- | ------------------- | ------------------- | ------------------- | --- |
|        | التزلج الألبي                 | منذ 1976 | 12                  | 30                         | 423                 | 415                 | 405                 | 1243                | جيرارد شونفيلدر (ألمانيا) (16–4–2) |
|        | البياتلون                     | منذ 1988 | 9                   | 18                         | 56                  | 56                  | 57                  | 286                 | فيرينا بينتيلي (ألمانيا) (3–0–1) · فرانك هوفلي (ألمانيا) (3–0–1) · فيلهلم بريم (ألمانيا) (2–1–1) · آن فلورييت (فرنسا) (1–2–1)           |
|        | التزلج الريفي                 | منذ 1976 | 12                  | 20                         | 351                 | 341                 | 343                 | 1035                | فرانك هوفلي (ألمانيا)/(FRG) (10–5–2) |
|        | هوكي الزلاجات الجليدية        | منذ 1994 | 7                   | 1                          | 7                   | 7                   | 7                   | 21                  | هيلجي بيورنستاد (النرويج) (1–3–0) · إسكيل هاغن (النرويج) (1–3–0) · آتلي هاغلوند (النرويج) (1–3–0) · كيتيل كوربو نيلسن (النرويج) (1–3–0) |
|        | التزلج على الجليد             | منذ 2014 | 2                   | 10                         | 12                  | 12                  | 12                  | 36                  | بيبيان مينتل سبي (هولندا) (3–0–0) |
|        | الكيرلنج على الكراسي المتحركة | منذ 2006 | 4                   | 1                          | 2                   | 2                   | 2                   | 6                   | سونيا جوديت (كندا) (3–0–0) · جالي جونجنيل (السويد) (0–0–2)                                                                              |

### الرياضات السابقة

#### الصيفية
| اللعبة             | المنافسة        | عدد الألعاب البارالمبية | الميداليات الممنوحة | الميداليات الممنوحة | الميداليات الممنوحة | الميداليات الممنوحة | الحائزون على أكبر عدد من الميداليات                                            |
| اللعبة             | المنافسة        | عدد الألعاب البارالمبية | الذهبية             | الفضية              | البرونزية           | المجموع             | الحائزون على أكبر عدد من الميداليات                                            |
| ------------------ | --------------- | ----------------------- | ------------------- | ------------------- | ------------------- | ------------------- | ------------------------------------------------------------------------------ |
| دارتشيري           | 1960–1980       | 6                       | 12                  | 12                  | 12                  | 36                  | جوين باك (بريطانيا العظمى) (3–0–2) · اريك ماجينيس (أستراليا) (3–0–0)           |
| كرة القدم السباعية | 1984–2016       | 9                       | 9                   | 9                   | 9                   | 27                  | هولندا (NED) (3–0–0) · روسيا (RUS) (2–2–1)                                     |
| البولينج العشبي    | 1968–1988, 1996 | 7                       | 68                  | 60                  | 59                  | 187                 | مارغريت هاريمان (رودسيا) (3–1–1) · Roy Fowler (أستراليا) (3–0–0)               |
| الإبحار            | 1996; 2000–2016 | 6                       | 18                  | 18                  | 18                  | 54                  | بول تينجلي (كندا) (1–0–2)                                                      |
| السنوكر            | 1960–1988       | 8                       | 10                  | 10                  | 10                  | 30                  | مايكل شيلتون (بريطانيا العظمى) (3–1–1)                                         |
| رفع الأثقال        | 1964–1992       | 8                       | 57                  | 56                  | 53                  | 166                 | ابراهام ستراوتش (إسرائيل) (4–1–0) · فيك رينالسون (أستراليا) (3–1–0)            |
| المصارعة           | 1980 & 1984     | 2                       | 18                  | 11                  | 1                   | 30                  | جيمس ماسترو (الولايات المتحدة) (2–0–0) · كين سباركس (الولايات المتحدة) (2–0–0) |

#### الشتوية
| اللعبة | اللعبة                              | المنافسة               | عدد الألعاب البارالمبية | الميداليات الممنوحة | الميداليات الممنوحة | الميداليات الممنوحة | الميداليات الممنوحة | الحائزون على أكبر عدد من الميداليات |
| اللعبة | اللعبة                              | المنافسة               | عدد الألعاب البارالمبية | الذهبية             | الفضية              | البرونزية           | المجموع             | الحائزون على أكبر عدد من الميداليات |
| ------ | ----------------------------------- | ---------------------- | ----------------------- | ------------------- | ------------------- | ------------------- | ------------------- | ----------------------------------- |
|        | سباقات السرعة على الزلاجات الجليدية | 1980–1988, 1994 & 1998 | 5                       | 66                  | 65                  | 65                  | 196                 | كنوت لوندستروم (النرويج) (8–3–1)    |

## حسب الألعاب البارالمبية

### الألعاب البارالمبية الصيفية
| الألعاب | الميدالية | الميدالية                                      | المضيف                                                               | عدد فعاليات الميداليات | الميداليات الممنوحة | الميداليات الممنوحة | الميداليات الممنوحة | الميداليات الممنوحة | الحائزون على أكبر عدد من الميداليات (ذهبية-فضية-برونزية) |
| الألعاب | الميدالية | الميدالية                                      | المضيف                                                               | عدد فعاليات الميداليات | الذهبية             | الفضية              | البرونزية           | المجموع             | الحائزون على أكبر عدد من الميداليات (ذهبية-فضية-برونزية) |
| ------- | --------- | ---------------------------------------------- | -------------------------------------------------------------------- | ---------------------- | ------------------- | ------------------- | ------------------- | ------------------- | --- |
| 1960    | الفائزون  | الجدول                                         | روما، إيطاليا                                                        | 113                    | 113                 | 94                  | 84                  | 291                 | ماريا سكوتي (إيطاليا) (9–1–2) ألعاب القوى |
| 1964    | الفائزون  | الجدول                                         | طوكيو، اليابان                                                       | 144                    | 144                 | 138                 | 136                 | 418                 | دين سلاو (الولايات المتحدة) (4–0–0) Archery · سيرج بيك (فرنسا) (3–1–0) المبارزة على الكراسي المتحركة · روبرتو مارسون (إيطاليا) (1–2–1) المبارزة على الكراسي المتحركة                                                                           |
| 1968    | الفائزون  | الجدول                                         | تل أبيب، إسرائيل                                                     | 189                    | 189                 | 186                 | 201                 | 576                 | روبرتو مارسون (إيطاليا) (4–2–0) المبارزة على الكراسي المتحركة |
| 1972    | الفائزون  | الجدول                                         | هايدلبرغ، ألمانيا الغربية                                            | 188                    | 188                 | 187                 | 200                 | 575                 | إيف إم ريمر (نيوزيلندا) (2–2–0) ألعاب القوى |
| 1976    | الفائزون  | الجدول                                         | تورونتو، أونتاريو، كندا                                              | 447                    | 447                 | 378                 | 347                 | 1172                | جوزيفينا كورنيجو (المكسيك) (4–1–0) ألعاب القوى · أوري بيرجمان (إسرائيل) (6–0–0) السباحة · ماريجكي رويتر (هولندا) (7–0–0) السباحة |
| 1980    | الفائزون  | الجدول                                         | آرنم، هولندا                                                         | 587                    | 587                 | 537                 | 486                 | 1610                | تريشا زورن (الولايات المتحدة) (5–0–0) السباحة |
| 1984    | الفائزون  | الجدول                                         | ستك مندويل (باكينجهامشير)، المملكة المتحدة نيويورك، الولايات المتحدة | 973                    | 973                 | 946                 | 848                 | 2767                | مونيكا ساكير (السويد) (5–0–0) ألعاب القوى · هيلينا برونر ‏ (أستراليا) (5–1–1) السباحة |
| 1988    | الفائزون  | الجدول                                         | سول، كوريا الجنوبية                                                  | 733                    | 733                 | 731                 | 744                 | 2208                | مايك كيني (بريطانيا العظمى) (5–1–0) السباحة · تريشا زورن (الولايات المتحدة) (12–0–0) السباحة |
| 1992    | الفائزون  | الجدول                                         | برشلونة، إسبانيا                                                     | 490                    | 490                 | 487                 | 526                 | 1503                | بارت دودسون (الولايات المتحدة) (8–0–0) ألعاب القوى · Christopher Holmes (بريطانيا العظمى) (6–1–0) السباحة · تريشا زورن (الولايات المتحدة) (10–0–0) السباحة                                                                                     |
| 1996    | الفائزون  | الجدول                                         | أتلانتا، الولايات المتحدة                                            | 518                    | 518                 | 517                 | 542                 | 1577                | دوان كيل (نيوزيلندا) (4–1–1) السباحة · بريا كوبر (أستراليا) (5–1–1) السباحة |
| 2000    | الفائزون  | الجدول                                         | سيدني، أستراليا                                                      | 550                    | 550                 | 549                 | 558                 | 1657                | مايومي ناريتا (اليابان) (6–1–0) السباحة · Siobhan Paton (أستراليا) (6–0–0) السباحة |
| 2004    | الفائزون  | الجدول                                         | أثينا، اليونان                                                       | 519                    | 519                 | 518                 | 533                 | 1570                | جوناس جاكوبسون (السويد) (4–0–0) الرماية · إيرين بوبوفيتش (الولايات المتحدة) (7–0–0) السباحة · بينوا هوت (كندا) (5–1–0) السباحة · Natalie du Toit (جنوب إفريقيا) (5–1–0) السباحة · تشوي يي يو (هونغ كونغ) (4–0–0) المبارزة على الكراسي المتحركة |
| 2008    | الفائزون  | جدول ميداليات الألعاب البارالمبية الصيفية 2008 | بكين، الصين                                                          | 473                    | 473                 | 471                 | 487                 | 1431                | شانتال بيتيتكليرك (كندا) (5–0–0) ألعاب القوى · جيسيكا لونغ (الولايات المتحدة) (4–1–1) السباحة |
| 2012    | الفائزون  | الجدول                                         | لندن، المملكة المتحدة                                                | 503                    | 503                 | 503                 | 516                 | 1522                | جاكلين فريني (أستراليا) (8–0–0) السباحة · دانيال دياز (البرازيل) (6–0–0) السباحة · ماثيو كاودري (أستراليا) (5–2–1) السباحة · جيسيكا لونغ (الولايات المتحدة) (5–2–1) السباحة                                                                    |
| 2016    | الفائزون  | الجدول                                         | ريو دي جانيرو، البرازيل                                              | 529                    | 529                 | 529                 | 539                 | 1597                | دانيال دياز (البرازيل) (5–3–2) السباحة · دينيس دوبروف (أوكرانيا) (3–3–2) السباحة |
| 2020    | الفائزون  | الجدول                                         | طوكيو، اليابان                                                       | 539                    | 539                 | 540                 | 589                 | 1668                | ماكسيم كريباك (أوكرانيا) (5–1–1) السباحة |

### الألعاب البارالمبية الشتوية
| الألعاب | الميدالية | الميدالية | المضيف                             | عدد فعاليات الميداليات | الميداليات الممنوحة | الميداليات الممنوحة | الميداليات الممنوحة | الميداليات الممنوحة | الحائزون على أكبر عدد من الميداليات (ذهبية-فضية-برونزية) |
| الألعاب | الميدالية | الميدالية | المضيف                             | عدد فعاليات الميداليات | الذهبية             | الفضية              | البرونزية           | المجموع             | الحائزون على أكبر عدد من الميداليات (ذهبية-فضية-برونزية) |
| ------- | --------- | --------- | ---------------------------------- | ---------------------- | ------------------- | ------------------- | ------------------- | ------------------- | --- |
| 1976    | الفائزون  | الجدول    | أورنشولدسفيك، السويد               | 53                     | 53                  | 46                  | 42                  | 141                 | هاينز موسر (النمسا) (3–0–0) التزلج الألبي · بيترا ميركوت (ألمانيا الغربية) (3–0–0) التزلج الألبي · تيوفو ساهي (فنلندا) (3–0–0) التزلج الريفي                                                                                                 |
| 1980    | الفائزون  | الجدول    | جيلو، النرويج                      | 63                     | 63                  | 54                  | 51                  | 168                 | جوكو جرايب (فنلندا) (3–0–0) التزلج الريفي · ديزيريه جوهانسون (النرويج) (5–0–0) التزلج الريفي وسباقات السرعة على زلاجات الجليد |
| 1984    | الفائزون  | الجدول    | إنسبروك، النمسا                    | 107                    | 107                 | 106                 | 102                 | 315                 | بول ديبيلو (الولايات المتحدة) (4–0–0) التزلج الألبي · غونيلا أهرين (السويد) (4–0–0) · لحجة هامالينن (فنلندا) (4–0–0) التزلج السريع على زلاجة الجليد                                                                                          |
| 1988    | الفائزون  | الجدول    | إنسبروك، النمسا                    | 96                     | 96                  | 93                  | 90                  | 279                 | راينهولد مولر (ألمانيا الغربية) (3–0–0) التزلج الألبي · كنوت لوندستروم (النرويج) (4–0–0) سباقات السرعة على زلاجات الجليد · رانهيلد ميكلبوست (النرويج) (5–1–0) سباقات السرعة على الزلاجات الجليدية والتزلج الريفي                             |
| 1992    | الفائزون  | الجدول    | ألبيرفيل، فرنسا                    | 79                     | 79                  | 78                  | 78                  | 235                 | راينهولد مولر (ألمانيا) (4–0–0) التزلج الألبي · نيكولاي إليوتشينكو (الفريق الموحد) (3–0–0) التزلج الريفي |
| 1994    | الفائزون  | الجدول    | ليلهامر، النرويج                   | 133                    | 125                 | 124                 | 122                 | 371                 | بريان سانتوس (الولايات المتحدة) (4–0–0) التزلج الألبي · راينهولد مولر (ألمانيا) (4–0–0) التزلج الألبي · رانهيلد ميكلبوست (النرويج) (5–2–1) سباقات السرعة على الزلاجات الجليدية والتزلج الريفي · تيريجو لوفاس (النرويج) (4–0–0) التزلج الريفي |
| 1998    | الفائزون  | الجدول    | ناغانو، اليابان                    | 122                    | 122                 | 122                 | 123                 | 367                 | مادجا أرنو (إسبانيا) (4–0–0) التزلج الألبي · كنوت لوندستروم (النرويج) (4–0–0) سباقات السرعة على زلاجات الجليد · واكاكو تسوتشيدا (اليابان) (2–2–0) سباقات السرعة على زلاجات الجليد · رانهيلد ميكلبوست (النرويج) (4–0–0) التزلج الريفي         |
| 2002    | الفائزون  | الجدول    | سولت ليك، الولايات المتحدة         | 92                     | 92                  | 92                  | 92                  | 276                 | مارتن براكسنثالر (ألمانيا) (4–0–0) التزلج الألبي · سارة ويل (الولايات المتحدة) (4–0–0) التزلج الألبي · رانهيلد ميكلبوست (النرويج) (4–0–0) التزلج الريفي                                                                                      |
| 2006    | الفائزون  | الجدول    | تورينو، إيطاليا                    | 58                     | 58                  | 58                  | 58                  | 174                 | أولينا يوركوفسكا (أوكرانيا) (4–1–1) البياثلون والتزلج الريفي |
| 2010    | الفائزون  | الجدول    | فانكوفر، كولومبيا البريطانية، كندا | 64                     | 64                  | 65                  | 63                  | 192                 | لورين وولستينكروفت (كندا) (3–0–0) التزلج الألبي · نيكولاي بولوخين · المرشد: أندريه توكاريف (روسيا) (1–4–1) التزلج الريفي |
| 2014    | الفائزون  | الجدول    | سوتشي، روسيا                       | 72                     | 72                  | 72                  | 72                  | 216                 | آنا شافلهوبر (ألمانيا) (5–0–0) التزلج الألبي · أليكسي بوجايف (روسيا) (2–2–1) التزلج الألبي |
| 2018    | الفائزون  | الجدول    | بيونج تشانج، كوريا الجنوبية        | 80                     | 80                  | 80                  | 81                  | 241                 | هينريتا فاركاشوفا (سلوفاكيا) (4–1–0) التزلج الألبي · ايكاترينا روميانتسيفا (الرياضيون البارالمبيون المحايدين) (3–1–0) البياثلون والتزلج الريفي                                                                                               |
| 2022    | الفائزون  | الجدول    | بكين، الصين                        | 78                     | 78                  | 78                  | 78                  | 234                 | يسبر بيدرسن (النرويج) (4–1–0) التزلج الألبي |